# 572 Rebekka
572 Rebekka è un asteroide della fascia principale del diametro medio di circa 29,63 km. Scoperto nel 1905, presenta un'orbita caratterizzata da un semiasse maggiore pari a 2,4001576 UA e da un'eccentricità di 0,1576897, inclinata di 10,56894° rispetto all'eclittica.
L'origine del nome è sconosciuta, ma forse ispirata alle lettere della designazione provvisoria: RB.